# Petar S. Petrović Pecija
Petar S. Petrović Pecija (Lađevac, 9. jun 1899 — Beograd, 20. oktobar 1952) bio je književnik i dramski pisac, glumac i pozorišni reditelj.

## Biografija
Otac Stevan je bio guslar i sakupljač narodnih pesama i kafedžija. Majka Evica, domaćica, brat Emil, književnik iz Sarajeva. Završio je glumačku školu u Zagrebu u klasi Branka Gavele i Tita Strocija, (diplomirao 1920).
Po završetku glumačke škole najpre je radio kao glumac u Sarajevskom narodnom pozorištu, a zatim, posle nekoliko godina radi u Skopskom pozorištu kao glumac, gde se proslavio u ulozi Hamleta. Godine 1928. dolazi na poziv u Narodno pozorište u Beogradu, gde radi sve do svoje smrti, u svojstvu glumca, reditelja i dramskog pisca, čije se drame prikazuju u istom pozorištu i gde učestvuje i dalje kao glumac, reditelj i dramski pisac. Istovremeno radi i u Radio Beogradu, gde zajedno sa Nikolom Popovićem, glumcem, osniva poznatu i veoma popularnu emisiju „Čas humora“, koja je prva u najavi imala svoj popularni i lako prepoznatljivi „džingl“, koji je počinjao rečima: „Dobro veče, želim svima...“
U Narodnom pozorištu u Beogradu prikazuju se njegove drame „Oslobođenje Koste Šljuke“, u kojoj igraju prvaci Narodnog pozorišta, zatim, „Mis Beograd“, „Pucanj iz publike“, komedija za decu „Družina Mike Miša“ na Kolarčevom univerzitetu i najzad, velika istorijska tragedija, „Dušan, mladi kralj,” koja je okupila sve najveće glumce Narodnog pozorišta u Beogradu. Nažalost, javni tužilac iz Beograda Banić, nakon reprize zabranjuje predstavu, kojoj je trebalo da prisustvuje i kraljević Petar Drugi Karađorđević, prestolonaslednik, jer je navodno utvrdio da predstava predstavlja udarac na političke prilike i sistem u predratnoj Jugoslaviji. Ovu predstavu je režirao veliki reditelj Jurij Rakitin. Zatim, tu je i istorijska drama „Carica Milica“, iz kosovskog triptiha („Carica Milica“, „Olivera“ i „Joasaf“) sa kojom je sa velikim uspehom gostovalo u Ateljeu 212 Kruševačko pozorište. Posle toga, Petar S. Petrović je napravio nekoliko veoma uspelih dramatizacija: Rankovićevu „Seosku učiteljicu“, Ignjatovićevog „Večitog mladoženju“, zatim „Rodoljupce“ i „Ženidbu i udadbu“ Jovana Sterije Popovića, pa „Ugašeno ognjište“, koje su prikazivane u Beogradu i u više pozorišta u Srbiji (Beograd, Zrenjanin, Kragujevac, Kruševac i druga mesta sa pozorišnom tradicijom). Sve dramatizacije su imale velikog uspeha kod publike, a režirao ih je sam autor, iskazavši se ponovo, kao i ranije, i kao vrstan reditelj. Potom piše komediju „Sve po planu“, komad u tri čina, pozorišne slike Branka Radičevića, scensku hroniku „Parlamentarci“, nakon toga komediju „Mis Beograd“, te konačno, poslednju dramu pred izbijanje Drugog svetskog rata pod nazivom „Daktilografkinje“.
Posle Drugog svetskog rata napisao je dramske tekstove „Simići“, „Mi ne priznajemo“ i „Pucanj u noći“. Po završetku rata, iako već bolestan, bio je jedan od osnivača Beogradskog dramskog pozorišta u Beogradu, gde je prvu sezonu otvorio, 28. 2. 1948. svojom režijom, predstavom „Mladost otaca“, Borisa Gorbatova.
Međutim, nije bio samo pozorišni čovek, već i istaknuti dramski pisac i literata. Napisao je zbirku pripovedaka „Godina dana“, zatim romane „Rođa“ u izdanju SKZ, „Zemlja ostavljena“, „Bez zemlje“ i „Mladi kurjak“, roman za koji je 1936. godine dobio prvu nagradu za najbolji jugoslovenski roman, sve u izdanju Gece Kona. Potom piše „Begunce“ (dva izdanja), dečje priče: „Deca u selu i gradu“, u ediciji popularne „Zlatne knjige“, roman za decu „Mali Milkin“, i konačno „Bele vrane“ (u rukopisu). Neki romani su mu prevođeni na nemački, češki i bugarski jezik. Gostovao je kao reditelj u Pragu, u Narodnom divadlu, na poziv poznatog praškog reditelja Gabriela Harta, i u Sofiji. Godinama je bio stalni saradnik dnevnog lista „Politika“, u kojoj je objavio veliki broj pripovedaka. Sarađivao je i u više drugih listova i časopisa. Neposredno pred kraj rata, krajem 1944. i 1945. godine, pozvan je iz kragujevačkog partizanskog štaba da organizuje kulturni život u Aranđelovcu, a zatim i u kragujevačkom pozorištu, gde je režirao ratnu dramu Leonida Leonova, „Najezda“, kada su ga po završetku premijere partizanski komandanti izneli na ramenima.
Umro je relativno mlad, u 52. godini života, kada je sazreo i bio u naponu stvaralačke snage, mada je iza sebe ostavio veliki književni i stvaralački opus. Bio je jedan od najpriznatijih pisaca i dramskih autora između dva rata.

## Spoljašnje veze
- Pozorište u naviljcima ("Politika", 13. dec. 1923) и пар фотоса у "Илустровани лист", 1923. бр. 52; стр. 2